# Craspedolepta viridis
Craspedolepta viridis är en insektsart som först beskrevs av Crawford 1914.  Craspedolepta viridis ingår i släktet Craspedolepta och familjen rundbladloppor. Inga underarter finns listade i Catalogue of Life.